# Bartłomieja
Bartłomieja – forma żeńska imienia Bartłomiej. W Polsce w tej formie imię nie jest używane. Zapisywana jako Bartolomea imieniny obchodzi 26 lipca.

## Odpowiedniki w innych językach
- łaciński: Bartholomea[1]
- włoski: Bartolomea[1]

## Osoby o tym imieniu
- św. Bartłomieja Capitanio – tercjarka franciszkańska